# Ourkimen
Ourkimen est un plat traditionnel de la région de Tafraout au Maroc préparé à l'occasion du nouvel an Yennayer. 
Il est préparé à base de pieds de veau et de plusieurs types de féculents et cuit sur feu doux toute la nuit,.